# Erika Rucker
Pour les articles homonymes, voir Rucker.
Erika Rucker (née le 29 septembre 1993) est une athlète américaine, spécialiste du 400 mètres. 

## Biographie
Lors des championnats du monde juniors 2012, Erika Rucker remporte deux médailles : le bronze d'abord, sur 400 mètres, où elle est devancée par sa compatriote Ashley Spencer et par la guyanaise Kadecia Baird ; puis l'or sur 4 x 400 mètres, aux côtés de Olivia Ekponé, Kendall Baisden et Ashley Spencer.

### Palmarès
| Date | Compétition                   | Lieu      | Résultat | Épreuve   | Performance   |
| ---- | ----------------------------- | --------- | -------- | --------- | ------------- |
| 2012 | Championnats du monde juniors | Barcelone | 3e       | 400 m     | 51 s 10       |
| 2012 | Championnats du monde juniors | Barcelone | 1re      | 4 x 400 m | 3 min 30 s 01 |

### Records
| Épreuve    | Épreuve      | Performance | Lieu         | Date            |
| ---------- | ------------ | ----------- | ------------ | --------------- |
| 400 mètres | En plein air | 51 s 10     | Barcelone    | 13 juillet 2012 |
| 400 mètres | En salle     | 52 s 22     | Fayetteville | 24 février 2013 |